# 锡乌勒河畔圣普尔桑
锡乌勒河畔圣普尔桑（法語：Saint-Pourçain-sur-Sioule，法語發音：[sɛ̃ puʁsɛ̃ syʁ sjul]），法国中部城市，奥弗涅-罗讷-阿尔卑斯大区阿列省的一个市镇，隶属于穆兰区，其市镇面积为35.67平方公里，2022年1月1日时人口数量为4,894人，在法国城市中排名第2,114位。
锡乌勒河畔圣普尔桑位于阿列省中南部，锡乌勒河畔，其名称来源于天主教圣人普尔桑，查理五世曾在此建立铸币厂，现代是一个重要的区域性中心市镇和公路枢纽，因同名葡萄酒而闻名。2017年起成为圣普尔桑-锡乌勒-利马涅市镇公共社区的办公驻地。

## 地名
圣普尔桑一名来源于天主教圣人普尔桑，后者被认为是该市的建立者。法国大革命期间，该市曾被共和派更名为“锡乌勒河畔蒙”（Mont-sur-Sioule）。

## 历史
锡乌勒河畔圣普尔桑历史上长期为一普通村庄，中世纪时为波旁的一个市镇，查理五世曾在此建立铸币厂。法国大革命后为阿列省的一个市镇，工业革命时因铁路和水运而有所发展。1816年，苏伊特（Souitte）整体与锡乌勒河畔圣普尔合并。2017年，锡乌勒河畔圣普尔桑成为圣普尔桑-锡乌勒-利马涅市镇公共社区的办公驻地。

## 地理

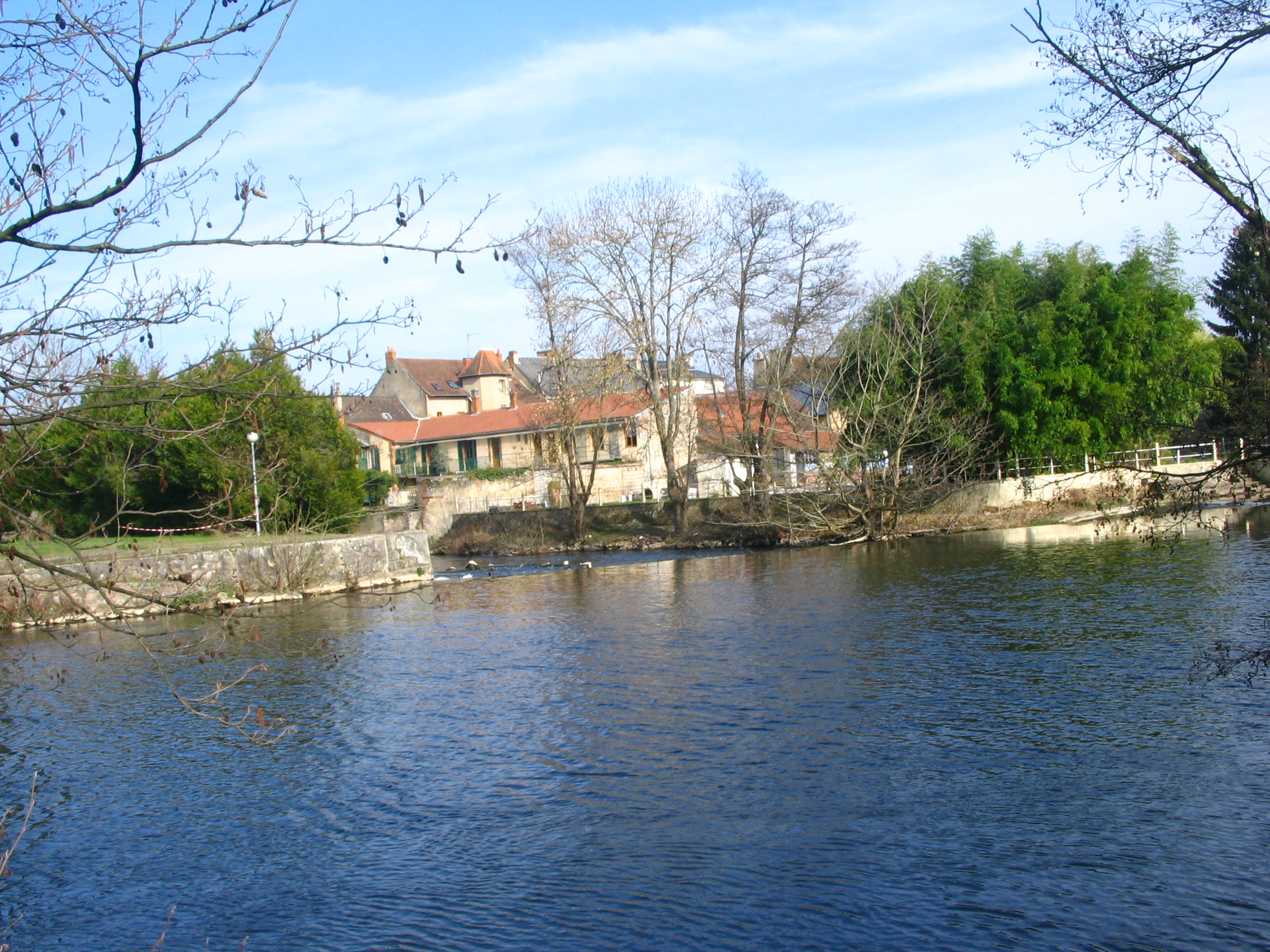
锡乌勒河

锡乌勒河畔圣普尔桑位于法国中部，奥弗涅-罗讷-阿尔卑斯大区西北部和阿列省中南部，距离省会穆兰大约31公里。与锡乌勒河畔圣普尔桑接壤的市镇包括：巴耶、沙雷伊-桑特拉、孔蒂尼、洛里日、卢希-蒙方、蒙托尔、帕赖苏布里亚耶、索尔塞、阿列河畔瓦雷讷。

### 地形
锡乌勒河畔圣普尔桑位于阿列河平原上，境内地势整体平坦，全境海拔在226到306米之间。

### 水文
锡乌勒河自南向北流经境内，该河是阿列河的支流，属于卢瓦尔河水系。

### 植被
锡乌勒河畔圣普尔桑属于温带落叶林区，市区内的林地主要分布于锡乌勒河两岸。

### 气候
锡乌勒河畔圣普尔桑在柯本气候分类法中属于温带海洋性气候。

## 行政区划
锡乌勒河畔圣普尔桑是法国奥弗涅-罗讷-阿尔卑斯大区阿列省的一个市镇，编号为03254，隶属于穆兰区，下属锡乌勒河畔圣普尔桑县，同时也是圣普尔桑-锡乌勒-利马涅市镇公共社区的办公驻地。
法国国家统计与经济研究所（简称）在进行数据统计时，未将锡乌勒河畔圣普尔桑划入任何城市核心区（Unité urbaine）和城市区（Aire urbaine）。此外，锡乌勒河畔圣普尔桑被划为两个“块区”（IRIS），以方便人口统计。

## 交通

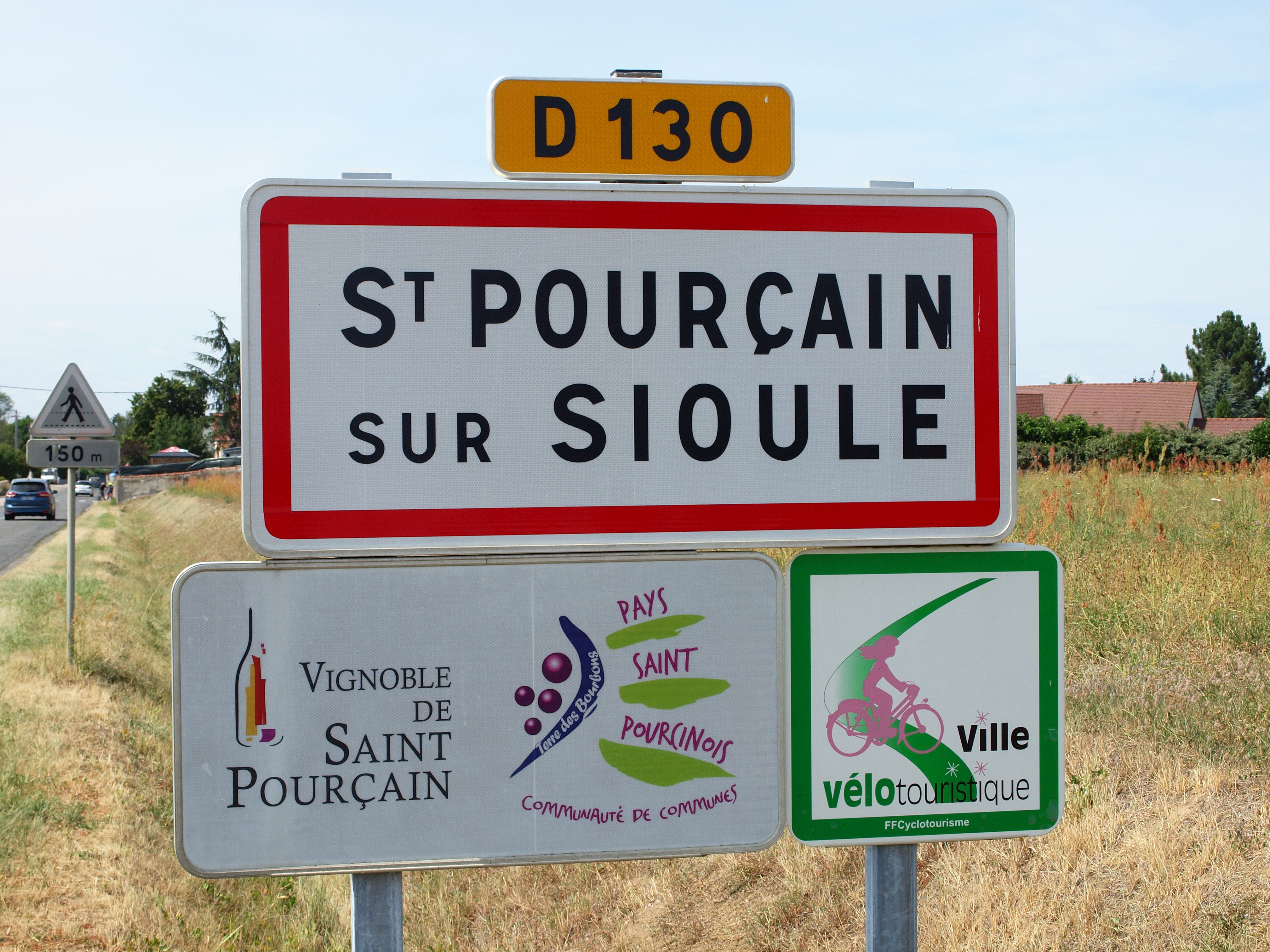
锡乌勒河畔圣普尔桑的路牌

### 公路
多条阿列省省道在锡乌勒河畔圣普尔桑境内交汇，奥弗涅-罗讷-阿尔卑斯大区下属的城际客运提供巴士线路，可前往省会穆兰。2017年，67.2%的锡乌勒河畔圣普尔桑家庭拥有至少一辆的私人汽车。2016年，锡乌勒河畔圣普尔桑境内共发生各类交通事故4起，造成4人受伤。

### 铁路
途径锡乌勒河畔圣普尔桑的欧特里沃堡－加纳铁路已于1938年停止客运服务。距离锡乌勒河畔圣普尔桑市区最近的客运铁路车站为阿列河畔瓦雷讷站，该站停靠往返于穆兰和克莱蒙费朗一线的区域列车。

### 航空
距离锡乌勒河畔圣普尔桑最近的民用航空站为克莱蒙费朗-欧尔纳机场，距离锡乌勒河畔圣普尔桑市中心的公路里程约59公里。

### 城市公共交通
锡乌勒河畔圣普尔桑暂无城市公共交通线路。

## 政治
锡乌勒河畔圣普尔桑的现任市长为埃马纽埃尔·费朗先生（Emmanuel Ferrand），他是共和党的一名成员，在2020年的市政选举中获得了50.44%的支持率。
在2017年的法国总统大选中，法国第25任总统埃马纽埃尔·马克龙在锡乌勒河畔圣普尔桑获得了63.99%的支持率。

## 人口
2017年，锡乌勒河畔圣普尔桑市镇人口数量为5,160，在法国排名第2,114位。其中男性2,381人，女性2,779人，75岁及以上人口占14.2%，外籍人口数量为63人，人口密度为145人/平方公里，当地居民被称为（男性）或（女性）。2018年，锡乌勒河畔圣普尔桑境内出生41人，死亡人口81人。
| 年份   | 1936  | 1946  | 1954  | 1962  | 1968  | 1975  | 1982  | 1990  | 1999  | 2006  | 2011  | 2016  | 2017  |
| ------ | ----- | ----- | ----- | ----- | ----- | ----- | ----- | ----- | ----- | ----- | ----- | ----- | ----- |
| 人口數 | 4,560 | 4,430 | 4,414 | 4,799 | 5,088 | 5,345 | 5,199 | 5,159 | 5,266 | 5,046 | 4,944 | 5,142 | 5,160 |

## 财政收入
2018年，锡乌勒河畔圣普尔桑的财政收入总额为5,657,320欧元，财政支出总额为4,913,040欧元，当年的债务总额为6,713,890欧元。
2014年，锡乌勒河畔圣普尔桑的人均收入总额为2,095欧元，其中高职人员为3,724欧元，普通职员为1,835欧元。
2017年，锡乌勒河畔圣普尔桑境内的青壮年（15至64岁）失业率为16.2%，当地34.8%的家庭拥有纳税资格。

## 社会事务

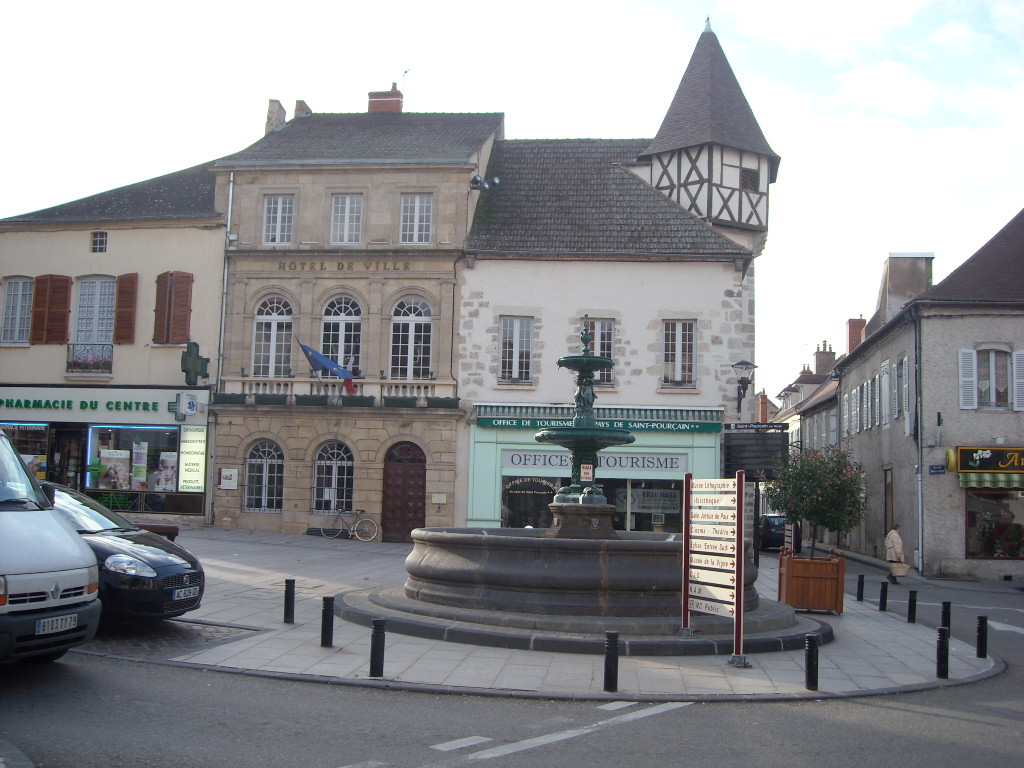
市政厅广场

### 教育
锡乌勒河畔圣普尔桑属于克莱蒙费朗学区。截止2019年1月1日，锡乌勒河畔圣普尔桑境内共有2所幼儿园、2所小学、2所初级中学和1所高级中学。

### 医疗
截止2019年1月1日，锡乌勒河畔圣普尔桑境内共有全科医生8名、保健师12名、牙医5名、护士14名和妇产科医生2名。境内共有药房2家和养老院2家。
锡乌勒河畔圣普尔桑中心医院，全名为“圣弗朗索瓦波旁之心中心医院”（Coeur du Bourbonnais Pavillon Saint-François），是法国的一个小型区域性医疗系统，主病区位于锡乌勒河畔圣普尔桑，设有床位46个。除此之外，克莱蒙费朗大学中心医院距离锡乌勒河畔圣普尔桑大约56公里。

### 住房
2017年，锡乌勒河畔圣普尔桑境内共有各类住房2,940套，其中82.7%为常住房屋。境内无集中式居民楼。

### 商业

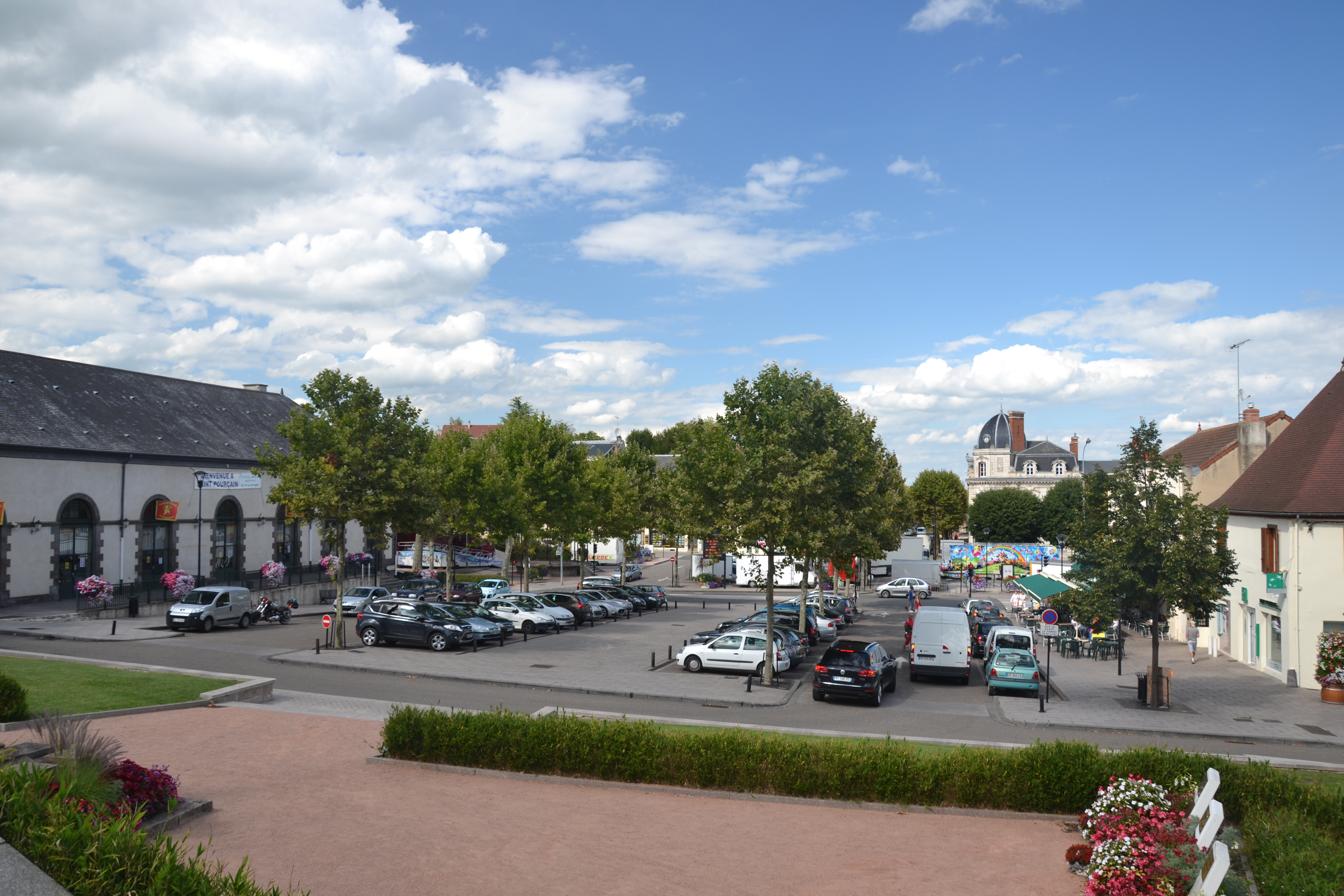
圣普尔桑市区

2018年，锡乌勒河畔圣普尔桑境内共有各类商铺355家，其中餐饮服务类167家。市区西侧有家乐福超市，南部有麦当劳以及家装市场。

### 体育
2019年，锡乌勒河畔圣普尔桑境内共有1处游泳池、4处体育馆、4处网球场、1处足球或橄榄球场、2处篮球或排球场以及1处高尔夫球场。
2013年环法自行车赛曾经过锡乌勒河畔圣普尔桑。
圣普尔桑足球俱乐部（SC Saint-Pourçain football）是当地的一支足球队，成立于2019年，2020至2021赛季参加阿列省的省级足球联赛。

### 环境
锡乌勒河畔圣普尔桑的环境事务由其所属的公共社区负责。2018年，锡乌勒河畔圣普尔桑境内暂无污染企业。

### 治安
2014年，锡乌勒河畔圣普尔桑及附近地区共发生各类案件2,410起，其中盗窃类案件1,358起，经济类案件368起，毒品交易类案件154起。

### 文化设施
锡乌勒河畔圣普尔桑有一家电影院。

### 历史建筑

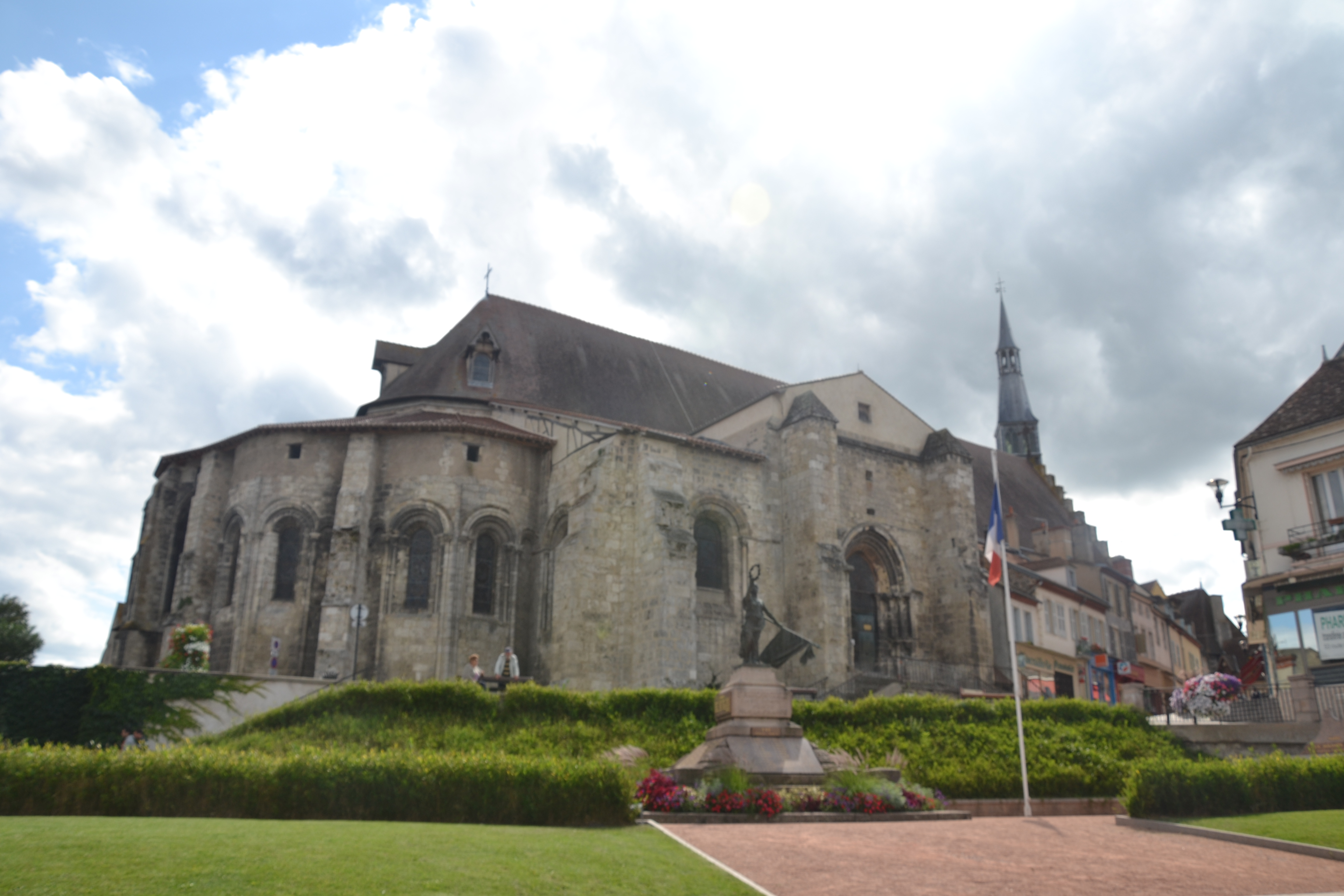
锡乌勒河畔圣普尔桑圣十字教堂

锡乌勒河畔圣普尔桑境内有多处法国国家文物保护单位，其中锡乌勒河畔圣普尔桑钟楼和锡乌勒河畔圣普尔桑圣十字教堂是当地的代表性建筑物。

### 旅游
锡乌勒河畔圣普尔桑的旅游事务由其所属的公共社区负责，2020年，锡乌勒河畔圣普尔桑境内暂无任何游客接待设施。

### 媒体
法国主要的媒体均可在锡乌勒河畔圣普尔桑接收，法国电视三台下属的奥弗涅-罗讷-阿尔卑斯大区频道在部分时段播出锡乌勒河畔圣普尔桑所属区域的地方新闻。《阿列周报》则是当地主要的地方性刊物。

### 葡萄酒
锡乌勒河畔圣普尔桑因同名葡萄酒而闻名，后者为法国的一个地理保护标志产品，属于卢瓦尔河谷产区。